# Terra do Fogo, Antártida e Ilhas do Atlântico Sul
Terra do Fogo, Antártida e Ilhas do Atlântico Sul é a província mais meridional da República Argentina, localizada na Região Patagônica. Foi organizada como território nacional até 1991, ano em que passou à categoria de província.
Com uma extensão territorial de 21 263 km² (território sob soberania argentina) e população de 122 531 habitantes (estimativa de 2007) tem como capital a cidade de Ushuaia.
Sob soberania argentina encontram-se apenas a Ilha Grande da Terra do Fogo e a Ilha dos Estados. Somando-se os territórios que a Argentina reclama no Atlântico Sul (Ilhas Malvinas, Geórgia do Sul e parte da Antártida) a extensão territorial da província atingiria 1 002 445 km².

## Extensão
A extensão efetiva da província é a parte oriental da ilha de Tierra del Fuego, Ilha dos Estados e ilhas adjacentes. 
No entanto, a Argentina fez uma reivindicação territorial sobre os dois Territórios Ultramarinos Britânicos das Ilhas Malvinas e Geórgia do Sul e as Ilhas Sandwich do Sul e sobre um segmento da Antártica, que se sobrepõe às reivindicações britânicas e chilenas naquele continente. Apesar do reconhecimento internacional dos territórios britânicos e da Argentina não exercer qualquer autoridade nos referidos territórios - exceto nas bases da Antártica Argentina - esses territórios (conhecidos em espanhol da Argentina como las Islas del Atlántico Sur e Antártida Argentina respectivamente) foram incluídos nominalmente na província desde então 1990.

## Geografia

### Localização
O território da província é formado pela parte oriental da Ilha Grande da Terra do Fogo (IGTF), pela Ilha dos Estados e por ilhéus adjacentes a ambas. A Ilha Grande é limitada a norte pelo Estreito de Magalhães, via de comunicação entre os oceanos Atlântico e Pacífico, e a sul pelo Canal de Beagle. Os limites provinciais estendem-se no Setor Antártico Argentino e ilhas do Atlântico Sul, entre os meridianos 25°W e 74°W e o paralelo 50°S, com grandes extensões marítimas no Atlântico formando parte do território provincial.

#### Superfície

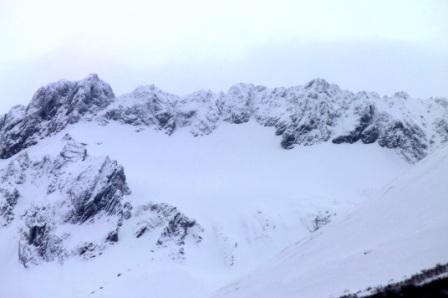
Glaciar Martial.

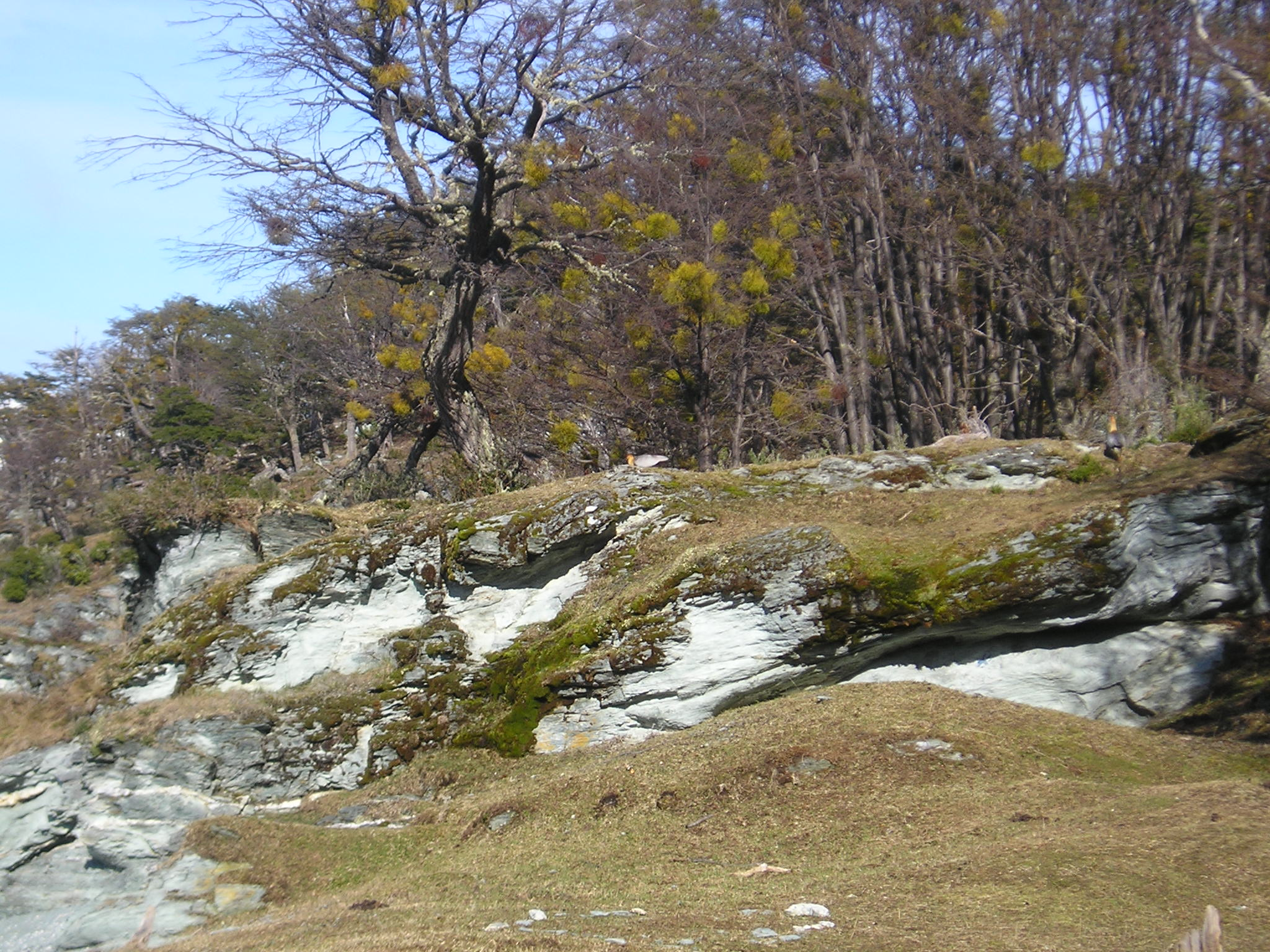
Paisagem coberta de parasitas (Misodendrum punctulatum) e bosques de lengas, na Ilha Grande da Terra do Fogo.

- Área sem incluir os territórios em disputa: 21 571 km², incluindo apenas o setor argentino da Ilha Grande da Terra do Fogo, a Ilha dos Estados e outras ilhas menores adjacentes.
- Área incluindo os territórios disputados e reivindicados: 1 002 445 km², somado à área anterior a da Antártida Argentina e as ilhas do Atlântico Sul.[2]

As terras e águas reivindicadas pela Argentina na Antártida incluem o setor entre os meridianos 25ºW e 74ºW, paralelo 60ºS e o Polo Sul onde também se encontram as Ilhas Órcades do Sul. Esta reivindicação se sobrepõe parcialmente com a do Chile (Território Antártico Chileno) e totalmente com a do Reino Unido (Território Antártico Britânico), no entanto, essas reivindicações antárticas são afetadas pelo Tratado da Antártica que congelou as disputas de soberania, impedindo-as de serem realizadas outras ou expandir os existentes. As ilhas do Atlântico Sul incluem os arquipélagos das Malvinas, Geórgia do Sul (incluindo Shag Rocks e Clerke) e Sandwich do Sul; eles estão sob administração britânica, mas segundo a ONU sua soberania está em disputa com a Argentina.

## Divisão administrativa
A província é dividida em cinco departamentos, são eles:
- Río Grande
- Ushuaia
- Tolhuin
- Antártida Argentina
- Ilhas do Atlântico Sul